# كاثرين شالمرز
كاثرين شالمرز (بالإنجليزية: Catherine Chalmers)‏ هي مصورة أمريكية، ولدت في 7 يوليو 1957 في سان ماتيو في الولايات المتحدة.